# Isabel García Muñoz
Isabel García Muñoz (geboren am 3. März 1977 in Saragossa) ist eine spanische Politikerin (PSOE). Seit der Europawahl 2019 ist sie Mitglied des Europäischen Parlaments als Teil der S&D-Fraktion.

## Leben

### Ausbildung
Geboren am 3. März 1977 in Saragossa, absolvierte sie ein Studium der Telekommunikationstechnik an der Universität ihrer Heimatstadt. Später arbeitete sie von 2005 bis 2015 für das Institut für Ingenieurwissenschaften von Aragon in der Abteilung für Biomechanik.

### Politische Karriere
2007 wurde García in den Stadtrat von Muel gewählt und war dort Stadträtin bis 2012. Bei den Regionalwahlen 2015 gewann sie ein Mandat im Parlament der Region Aragonien, den Cortes de Aragón.
Im März 2019 nominierte die PSOE García für den 19. Platz der Liste für die Europawahl 2019. Bei der Wahl gewann die Partei deutlich Stimmen hinzu (plus 9,84 Prozent) und errang damit 20 der 54 spanischen Mandate, sodass García direkt einzog. Gemeinsam mit ihren Parteikolleginnen und -kollegen trat sie der S&D-Fraktion bei. Für die Fraktion ist sie Mitglied im Haushaltskontrollausschuss, dessen Mitglieder sie zu einer der stellvertretenden Vorsitzenden wählten, sowie im Ausschuss für Verkehr und Tourismus. Des Weiteren ist sie stellvertretendes Mitglied im Ausschuss für regionale Entwicklung.